# بيت كيوكيندل
بيت كيوكيندل (بالإنجليزية: Pete Kuykendall)‏ هو عازف بانجو وكاتب أغاني ومنتج أسطوانات أمريكي، ولد في 15 يناير 1938، وتوفي في 24 أغسطس 2017.

## وصلات خارجية
- بيت كيوكيندل على موقع ميوزك برينز (الإنجليزية)
- بيت كيوكيندل على موقع ديسكوغز (الإنجليزية)
- بيت كيوكيندل على موقع ديسكوغز (الإنجليزية)